# Charlotte Burgess
Charlotte Burgess (Salford, 25 januari 1987) is een Brits boogschutter.
Burgess begon met boogschieten toen ze elf jaar was, ze schiet met een recurveboog. Hoewel haar scores in de individuele rondes tegenvallen, behaalt ze in teamverband goede resultaten. Ze won onder andere diverse medailles bij de World Cup-wedstrijden. Met teamgenoten Alison Williamson en Naomi Folkard behaalde ze bij de Olympische Spelen in Peking (2008) de vierde plaats.

## Resultaten
| 2006 World Cup, stage 1 (team) 2007 World Cup, stage 1 (team) World Cup, stage 4 (team) | 2008 EK indoor (team) World Cup, stage 1 (team) World Cup, stage 4 (team) 4e Olympische Spelen (team) |